# Буковець (округ Миява)
Буковець (словац. Bukovec) — село, громада округу Миява, Тренчинський край. Кадастрова площа громади — 15.47 км².
Населення 449 осіб (станом на 31 грудня 2019 року).

## Історія
Буковець згадується 1955 року.

## Географія
Протікає Данкацький потік.

## Населення
| Рік:            | 1994. | 2004.   | 2014.   | 2024.   |
| --------------- | ----- | ------- | ------- | ------- |
| Кількість осіб: | 455   | 415     | 421     | 424     |
| Різниця:        |       | -8,79 % | +1,44 % | +0,71 % |

| Рік:            | 2023. | 2024.   |
| --------------- | ----- | ------- |
| Кількість осіб: | 425   | 424     |
| Різниця:        |       | -0,23 % |